# Eduardo Bruno (scultore)

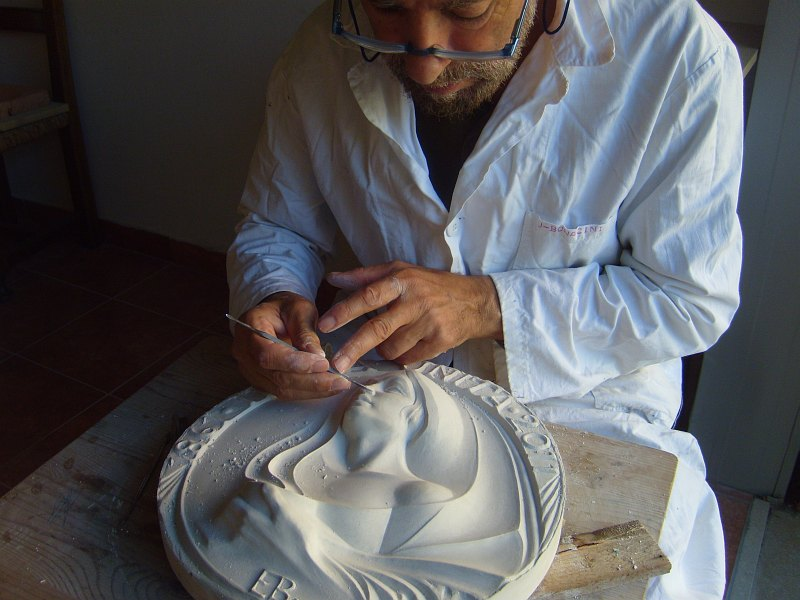
Lo scultore medaglista Eduardo Bruno

Eduardo Bruno (San Marco Argentano, 1944) è uno scultore e medaglista italiano.

## Vita e opere
Scultore, orafo e medaglista di origine calabrese, si trasferisce a Firenze dove studia pittura e scultura all'Accademia di Belle Arti, completando gli studi umanistici all'Università di Firenze. Qui si laurea in lettere con indirizzo storico-artistico.
Nel campo delle arti figurative collabora lungamente con lo scultore fiorentino Antonio Berti, utilizzando vari materiali: creta, bronzo, pietra, oro ed argento, specializzandosi, infine, nell'arte dell'oreficeria e della medaglistica.
Esordisce a Cosenza nel 1969, presentato dal critico d'arte Giuseppe Selvaggi, ma è a Firenze, nell'anno 1972, che si pone all'attenzione della critica nazionale. Espone, infatti, a Palazzo Rucellai presentato da Piero Bargellini, alla "Saletta Conti" (antica sede della compagnia del Paiolo fondata da Rustici e Michelangiolo).
La sua carriera di orafo e medaglista inizia, invece, nel 1976, quando a Firenze si tiene la "Mostra Internazionale", per commemorare il X anniversario dell'alluvione ed in questa occasione viene scelta e fatta coniare la sua medaglia.
Nel 1979 è a Roma a palazzo Barberini, sala Pietro da Cortona, dove è scelta e fatta coniare la sua medaglia che commemora la nascita di Albert Einstein.
Nel 1984 la casa farmaceutica Eli Lilly Italia gli commissiona la medaglia ufficiale. Nel 1986 è presente alla mostra internazionale di Varsavia nel Castello Reale, dove tuttora sono custodite sue opere.
L'anno successivo è inviato a Parigi dalla Federazione Internazionale della Medaglia (FIDEM) a rappresentare l'Italia nel mondo.
Nell'anno 1981, ad Udine, partecipa alla V triennale della medaglia d'arte presso la Loggia del Lionello.
Nel 1983 è presente alla grande Esposizione Internazionale della Medaglia a Palazzo Medici Riccardi.
Nel 1985, sempre rappresentando l'Italia, è a Stoccolma al Cabinet Royal des Monnaies et Medailles e, nel 1987, in USA a Colorado Springs.
Nel 1988 è al Museo del Risorgimento per una esposizione Internazionale patrocinata dal Ministero dei Beni Culturali ed Ambientali e nello stesso anno è a San Marino per il concorso internazionale Una moneta per 16 secoli di storia, dove sono conservate sue opere; realizza ancora, per il Comune di San Marco Argentano, il bassorilievo in bronzo 'Divenire'.
Nel 1989 conia la medaglia ufficiale per il grande abate Gioacchino da Fiore.
Nel 1990 espone al Museo delle Belle Arti di Helsinki, e nel 1991 al British Museum di Londra.
Nel 1995 il Museo Nazionale del Bargello acquisisce la medaglia commemorativa di Francesco I dei Medici, fusa a cera persa dal Maestro, tuttora esposta nella sezione medaglistica.
Nel 1996 è in Svizzera, Neuchatel-Congres FIDEM a rappresentare l'Italia all'Esposizione della Medaglia Contemporanea, Musèè d'Arte et d'Histoire.
Nel 1997 le sue opere entrano nel medagliere dei Musei Vaticani.
Nell'anno 2003 viene invitato dal Ministero dei Beni Culturali e dalla Zecca di Stato (dalla quale aveva ricevuto invito a progettare la moneta dell'Euro) a partecipare alla grande mostra tenuta a Roma al Museo delle Terme, Palazzo Massimo.
Nel 2007, in occasione della VII rassegna cinematografica, tenutasi presso il Castello del Principe di Sangineto, realizza per l'occasione la medaglia ufficiale; realizza La Sapienza, scultura in bronzo, collocata nel Palazzo del Governo, sede della Provincia di Cosenza; la moneta d'oro, Palazzo del Governo, coniata per la Provincia di Cosenza; la statua San Francesco di Paola in bronzo per il comune di San Fili; il trittico in bronzo Famulatus, collocato nella Chiesa di San Francesco di Paola in San Marco Argentano.
Nel 2011 realizza la medaglia per la ricorrenza del 150º anniversario dell'Unità d'Italia.
La sua ultima opera è il ciborio bronzeo realizzato per chiesa di San Rocco in Cervicati esposto nei saloni nella provincia di Prato.
Lo scultore è membro di accademie ed associazioni culturali: l'Antica Compagnia del Paiolo di Firenze l'AIAM (Associazione Italiana della Medaglia) di Roma; la FIDEM di Parigi; l'Accademia Toscana Federico II, con sede a Prato; è fondatore e presidente del Centro Internazionale di Studi Normanno- Svevi; socio onorario del Rotary Club e socio del Club UNESCO della sua città natale.